# Josef Mašín
Josef Mašín (ur. 26 sierpnia 1896, zm. 30 czerwca 1942) – oficer czechosłowacki, bojownik ruchu oporu.

## Młodość
Urodził się 26 sierpnia 1896 r. we wsi Lošany koło Kolína jako jedyne dziecko rolnika Aloisa Mašína i jego żony Marii. W latach 1907–1911 uczęszczał do gimnazjum realnego w Kutnej Horze, a następnie w latach 1912–1915 uczył się w szkole średniej w Roudnicy nad Labem. Krótko był słuchaczem austro-węgierskiej akademii wojskowej, ale uznał przekazywaną tam wiedzę za niepraktyczną i przestarzałą, i został szybko relegowany. 

## I wojna światowa
28 kwietnia 1918 r. został zmobilizowany i trafił do 36. Pułku Piechoty, wraz z którym skierowano go na front rosyjski. Po konflikcie z jednym z oficerów Mašín szybko zdezerterował i przeszedł na rosyjską stronę frontu. Od 1916 do 1921 r. walczył w Korpusie Czechosłowackim, będąc kilkukrotnie rannym (w tym raz poważnie w brzuch). Brał udział m.in. w bitwie pod Zborowem, pod Bachmaczem oraz walkach o linię transsyberyjską. Został odznaczony krzyżem św. Jerzego.

## Okres międzywojenny i II wojna światowa
Po powrocie do Czechosłowacji został oficerem sztabowym. W latach 1923–1927 służył w oddziale artylerii w Czeskich Budziejowicach, a kolejny rok w mieście Jindřichův Hradec, po czym do 1939 r. był zastępcą dowódcy 1 Pułku Artylerii im. Jan Żiżki z Trocnowa w Ruzyně. 14 września 1939 r. został zdegradowany za niepodporządkowanie się rozkazowi nie stawiania oporu okupantowi. Po odejściu z armii zdecydował się kontynuować walkę niepodległościową w organizacji Obrona Narodu, gdzie poznał Josefa Balabána i Václava Morávka, wraz z którymi zajmował się zbieraniem informacji wywiadowczych, gromadzeniem broni, dystrybucją nielegalnych druków i sabotażem. Przez Niemców grupa ta była nazywana „trzema królami”. Przeprowadziła szereg operacji dywersyjnych m.in. zamachy bombowe w niemieckim ministerstwie lotnictwa i komendzie policji w Berlinie. „Trzej królowie” usiłowali też bezskutecznie zabić Heinricha Himmlera.
Aresztowany przez Gestapo 13 maja 1941 r. w praskiej dzielnicy Nusle, w mieszkaniu, gdzie znajdowała się konspiracyjna radiostacja. Mašín odciągnął funkcjonariuszy Gestapo, dając pozostałym bojownikom czas na ucieczkę. Został ujęty w czasie walki, ranił kilku gestapowców. Po aresztowaniu przewieziony do szpitala wojskowego, ale po próbie ucieczki został przeniesiony do zakładu karnego. Przesłuchiwany i torturowany, nie wydał współpracowników, kilkakrotnie próbował również dokonać samobójstwa.
Stracony 30 czerwca 1942 r. Pośmiertnie awansowany do stopnia generała brygady, a w 2005 r. do stopnia generała majora.

## Rodzina
18 czerwca 1929 r. ożenił się ze Zdeną Novákovą, z którą miał synów Ctirada i Josefa oraz córkę Zdenę. Jego synowie w okresie powojennym utworzyli antykomunistyczną grupę zbrojną znaną jako oddział braci Mašínów, za co ich matkę aresztowano i skazano na długoletnie więzienie.

## Odznaczenia
Był wielokrotnie odznaczany, otrzymał m.in. czterokrotnie Krzyż Wojenny Czechosłowacki, Order Sokoła z Mieczami, Czechosłowacki Medal Rewolucyjny, Medal Zwycięstwa, rosyjskie Order św. Jerzego III i IV klasy oraz Krzyż św. Jerzego IV stopnia, a pośmiertnie Krzyż Wojenny Czechosłowacki 1939 i w 1992 Order Milana Rastislava Štefánika II klasy.